# Aeque principaliter
Aeque principaliter (do latim, "igualmente importantes") é uma expressão latina usada pela Santa Sé para indicar a união de duas (ou mais) dioceses, quando, para evitar questionamentos de precedência, atribuem-se-lhes importância igual.
Mais raro é o caso que, as dioceses unidas tendo importância desigual, a menos importante torna-se a sede da co-catedral.  Um caso similar foi o da união entre as dioceses de San Marco Argentano e Bisignano estabelecida em 27 de junho de 1818 pela bula papal De utiliori do Papa Pio VII.
Muitas vezes chega-se à união de dioceses Aeque principaliter depois de terem sido previamente unidas como in persona episcopi (pelo mesmo bispo).
A união aeque principaliter difere por natureza da in persona episcopi, porque ele é sancionado por uma bula papal, o que pode determinar um novo nome no local (por exemplo,  Diocese de Atri e Penne ou Arquidiocese de Acerenza e Matera); enquanto a união in persona episcopi é formada com a simples nomeação do bispo.

## Exemplos de dioceses unidasaeque principaliter
- Diocese de Prato unida aeque principaliter com diocese de Pistoia (de 22 de setembro de 1653 a 25 de janeiro de 1954)
- Diocese de Cervia unida aeque principaliter com a arquidiocese de Ravenna (de 22 de fevereiro de 1947 a 30 de setembro de 1986)
- Arquidiocese de Chambéry unida aeque principaliter com as dioceses de Saint-Jean de Maurienne e de Tarentaise (desde 26 de abril de 1966)
- Diocese de Tudela unida aeque principaliter com a arquidiocese de Pamplona (desde 11 de agosto de 1984)